# Google ドライブ
Google Driveとは、Googleが提供するオンラインストレージサービス。

## 概要
Google ドライブは、2012年4月25日にサービスが開始された。Googleのクラウドストレージにファイルをアップロード及び管理ができる。Webベースのファイルビューアが用意されており、PhotoshopやIllustratorなどの閲覧や、HDビデオの再生に対応している。
ウェブ版には、Google ドキュメントやGoogle スプレッドシートが標準でインストールされており、ドキュメントファイルやスプレッドシートファイルが作成できる。この標準アプリ以外にもサードパーティー製アプリをインストール出来るため、そのアプリを使ってファイルを作成編集する事が可能になる。
またWindowsやmacOS用にはオンラインストレージ上のファイルを同期するためのデスクトップアプリケーションが提供されているほか、AndroidやiOS用にはオンラインストレージ上のファイルを編集するためのクライアントアプリが提供されている。ChromeOSやUbuntu、Zorin OSではオペレーティングシステム (OS) 標準の機能として提供されている。
ストレージ容量はサービス開始当初だと5GBだったが、2012年4月のアップデートによって、Gmail、Google+、Googleドライブのストレージ容量が統合されて15GBに増加した。なおストレージ容量が統合されたため、各サービス同士で容量は共有される。
2021年6月1日より適用された新ポリシーにより、新ポリシー適用後、2年間に渡ってGoogle ドライブのサービスの利用が無い場合や、Gmail、Google+ フォトの後継として運用されているGoogle フォトと合わせてでストレージ容量を超過している状態が2年間続いている場合には、早いと2023年6月1日にも、Google ドライブ内の全てのコンテンツが削除され、ストレージ容量を超過している場合にはGmailとGoogle フォトに保存されているコンテンツを含めた全てのコンテンツが削除される。

### 日本Wiki
- オンラインストレージ(クラウドストレージ)
- クラウドコンピューティング
- ファイル共有

- Google ドキュメント
- Google One